# Mizukami
Mizukami (水上村?, Mizukami-mura) è un villaggio giapponese della prefettura di Kumamoto.